# Christina Plum
Christina Plum, död 1630, var en tysk kvinna som avrättades för häxeri. Hon var ett av de mer kända offren för häxprocessen i Köln.
Under förhör angav hon en rad av stadens högsta myndighetspersoner för trolldom, vilket ledde till en kris, då myndigheterna var ovilliga att undersöka hennes uppgifter då de skulle kunna leda till en ohämmad häxhysteri av samma typ som häxprocessen i Würzburg, vilket ledde till att häxjakten i Köln ebbade ut, med endast åtta avrättningar efter henne.